# Anua triphaenoides
Anua triphaenoides là một loài bướm đêm trong họ Erebidae.